# Финал Кубка Стэнли 2012
Финал Кубка Стэнли 2012 — решающая серия розыгрыша плей-офф Кубка Стэнли в сезоне Национальной хоккейной лиги 2011/2012 годов. В финале участвовали чемпион Восточной конференции «Нью-Джерси Девилз» и Западной – «Лос-Анджелес Кингз». Серия стартовала 30 мая матчем на площадке «Девилз». Для «Кингз» это был второй финал в истории: в 1993 году они проиграли серию «Монреаль Канадиенс» в пяти матчах. «Нью-Джерси» участвовал в финальной серии в пятый раз и уже имел три Кубка Стэнли, последний из которых был выигран в 2003 году. Серию в шести матчах выиграли хоккеисты «Лос-Анджелеса», тем самым завоевав первый в своей истории Кубок Стэнли.

## Путь к финалу
| Восточная конференция  |          |                     |            |                                              |
| Стадия                 | Соперник | Соперник            | Общий счёт | Результаты игр                               |
| 1/4 финала конференции | 3        | Флорида Пантерз     | 4 : 3      | 3:2, 2:4, 3:4, 4:0, 0:3, 3:2 (ОТ), 3:2 (2ОТ) |
| 1/2 финала конференции | 5        | Филадельфия Флайерз | 4 : 1      | 3:4 (ОТ), 4:1, 4:3 (ОТ), 4:2, 3:1            |
| финал конференции      | 1        | Нью-Йорк Рейнджерс  | 4 : 2      | 0:3, 3:2, 0:3, 4:1, 5:3, 3:2 (ОТ)            |

| Западная конференция   |          |                 |            |                              |
| Стадия                 | Соперник | Соперник        | Общий счёт | Результаты игр               |
| 1/4 финала конференции | 1        | Ванкувер Кэнакс | 4 : 1      | 4:2, 4:2, 1:0, 1:3, 2:1 (ОТ) |
| 1/2 финала конференции | 2        | Сент-Луис Блюз  | 4 : 0      | 3:1, 5:2, 4:2, 3:1           |
| финал конференции      | 3        | Финикс Койотис  | 4 : 1      | 4:2, 4:0, 2:1, 0:2, 4:3 (ОТ) |

### Регулярный чемпионат
| 13 октября 2011                      | \| Нью-Джерси Девилз \| 2:1 (Б) (1:1, 0:0, 0:0, 0:0, 1:0) \| Лос-Анджелес Кингз \| \| Элиаш - 13:05 Ковальчук - 65:00 (пб) \| Голы \| 01:47 - Ганье \| | Пруденшал-центр - Ньюарк |
| Нью-Джерси Девилз                    | 2:1 (Б) (1:1, 0:0, 0:0, 0:0, 1:0) | Лос-Анджелес Кингз       |
| Элиаш - 13:05 Ковальчук - 65:00 (пб) | Голы | 01:47 - Ганье            |

| 25 октября 2011    | \| Лос-Анджелес Кингз \| 0:3 (0:0, 0:3, 0:0) \| Нью-Джерси Девилз \| \| \| Голы \| 33:12 - Зубрус 35:31 - Элиаш 38:26 - Зубрус \| | Стэйплс-центр - Лос-Анджелес                |
| Лос-Анджелес Кингз | 0:3 (0:0, 0:3, 0:0) | Нью-Джерси Девилз                           |
|                    | Голы | 33:12 - Зубрус 35:31 - Элиаш 38:26 - Зубрус |

### «Нью-Джерси Девилз»
«Дьявол» Мартин Бродёр показал, почему многие его считают лучшим стражем ворот всех времен. После относительно посредственного по своим меркам сезона Бродёр, может, играет не так ярко, как Куик, но, несмотря на длившиеся весь год разговоры, что он «уже не тот», делает ключевые сэйвы и дает своей команде шанс победить в каждой игре, чем она сполна пользуется. Интересен и тот факт, что Бродёр, который попробует взять свой четвертый Кубок Стэнли, на 14 лет старше своего визави.
К защите «Дьяволов» по итогам регулярки вопросов итак не было, но в плей-офф они ещё усилились в этом компоненте и смогли сдержать форвардов «Филадельфии Флайерз» и «Нью-Йорк Рейнджерс» – двух команд, перед мощью атак которых очень трудно устоять. Улучшил свою игру российский защитник оборонительного плана Антон Волченков, который снова напоминает «А-Поезд» времен игры за «Сенаторз». Ну а самым уникальным превращением плей-офф стал защитник Брайс Сальвадор, который после 9 очков в 82 играх регулярки в набрал уже 11 за 18 встреч в плей-офф.
Атака «Девилз» также усилила свою игру в плей-офф, хотя это и не было таким резким превращением, как в случае с «Кингз». Илья Ковальчук, который до этого был известен тем, что его команды традиционно слабо играют в играх на вылет, проводит отличный плей-офф в звене с Заком Паризе и Трэвисом Зэйджаком. Отлично играет и новичок Адам Хенрик, который забил два гола в овертаймах, принесших его команде победу в сериях.

### «Лос-Анджелес Кингз»
«Король» Джонатан Куик проводит фантастический сезон. После феноменальной регулярки Куик не потерял свою игру в плей-офф, во многом способствуя успешному и довольно-таки легкому (хотя бы по счетам серий) походу своего клуба за одним из самых престижных трофеев мирового хоккея. Так, на счету Куика абсолютно потрясающий процент отраженных бросков – 94,6%. А ведь в плей-офф вратарь «Королей» провел уже 14 игр против соперников, которых слабыми никак не назовешь.
Для «Королей» именно оборона стал краеугольным камнем построения игры в этом сезоне. В плей-офф защитники лосанджелесцев снова были на высоте: сильно добавил обороты Дрю Даути, который не слишком вразумительно играл в последние два сезона, как всегда был полезен Роб Скудери, Уилли Митчелл «душил» форвардов соперника, не испортил картины и российский новичок Вячеслав Войнов. Хотя стиль игры команды в плей-офф несколько поменялся, защита «Кингз» все ещё является грозной силой.
«Кингз» усилили нападение весной, выменяв у «Коламбуса» Джеффа Картера. Ход был небесспорный, но именно он был необходим, чтобы «зажечь» команду, испытывавшую проблемы в атаке. Учитывая сыгранность Картера и Майка Ричардса, «Кингз» прямо по ходу сезона вдруг получили убийственную пару «край-центр», создав команду с двумя первыми звеньями. Это принесло свои плоды, и в плей-офф «Короли» наконец-то стали стабильно забивать много – они идут на третьем месте в плей-офф по забитым голам (2,93 за игру). Нельзя не отметить игру капитана «Королей» Дастина Брауна, который вдобавок к лидерским качествам демонстрирует завидную результативность.

## Арены
| Лос-Анджелес        | Пруденшал-центр Стэйплс-центрАрены финала Кубка Стэнли 2012 | Ньюарк              |
| Стэйплс-центр       | Пруденшал-центр Стэйплс-центрАрены финала Кубка Стэнли 2012 | Пруденшал-центр     |
| Вместимость: 18 118 | Пруденшал-центр Стэйплс-центрАрены финала Кубка Стэнли 2012 | Вместимость: 17 625 |
|                     | Пруденшал-центр Стэйплс-центрАрены финала Кубка Стэнли 2012 |                     |

## Нью-Джерси Девилз — Лос-Анджелес Кингз
Североамериканское восточное время (UTC-4).

### Игра № 1
| 30 мая 2012 20:00 | Нью-Джерси Девилз | 1:2 (ОТ) (0:1, 1:0, 0:0, 0:1) | Лос-Анджелес Кингз | Пруденшал-центр, Ньюарк Зрителей: 17 625 |

| Отчёт                             | Отчёт        | Отчёт                                                | Отчёт         | Отчёт                             |
| --------------------------------- | ------------ | ---------------------------------------------------- | ------------- | --------------------------------- |
|                                   |              |                                                      |               |                                   |
|                                   | Мартин Бродо | Вратари                                              | Джонатан Куик | Судьи: Дэн О'Хэллоран Брэд Уотсон |
|                                   | Голы:        |                                                      |               | Судьи: Дэн О'Хэллоран Брэд Уотсон |
| Волченков (Элиаш, Кларксон) 38:48 | 0:1 1:1 1:2  | 09:56 Фрэйзер (Нолан) 68:13 Копитар (Уильямс, Даути) |               | Судьи: Дэн О'Хэллоран Брэд Уотсон |
|                                   |              |                                                      |               | Судьи: Дэн О'Хэллоран Брэд Уотсон |
|                                   |              |                                                      |               | Судьи: Дэн О'Хэллоран Брэд Уотсон |
|                                   |              |                                                      |               | Судьи: Дэн О'Хэллоран Брэд Уотсон |
| 2 мин                             | Штраф        | 4 мин                                                |               | Судьи: Дэн О'Хэллоран Брэд Уотсон |
|                                   |              |                                                      |               |                                   |
|                                   | 18           | Броски                                               | 25            |                                   |

В середине первого периода Колин Фрэйзер забил гол в ворота «Нью-Джерси». «Девилз» долго не могли сравнять счет, причем за первые 14 минут второго периода не смогли нанести ни одного броска в створ ворот. Под занавес второго периода Антон Волченков от левого борта набросил на пятак, шайба попала в защитника «Королей» Вячеслава Войнова, после чего влетела в ворота Куика. В третьем периоде счёт не изменился и игра перешла в овертайм. На девятой минуте овертайма Джастин Уильямс отличным пасом вывел Анже Копитара 1 на 1 с вратарём, и словенский нападающий забил гол, уложив Бродёра. 
Счет в серии: 1:0 в пользу «Лос-Анджелеса».

### Игра № 2
| 2 июня 2012 20:00 | Нью-Джерси Девилз | 1:2 (OT) (0:1, 0:0, 1:0, 0:1) | Лос-Анджелес Кингз | Пруденшал-центр, Ньюарк Зрителей: 17 625 |

| Отчёт                           | Отчёт        | Отчёт                                       | Отчёт         | Отчёт                       |
| ------------------------------- | ------------ | ------------------------------------------- | ------------- | --------------------------- |
|                                 |              |                                             |               |                             |
|                                 | Мартин Бродо | Вратари                                     | Джонатан Куик | Судьи: Дэн О'Рурк Крис Руни |
|                                 | Голы:        |                                             |               | Судьи: Дэн О'Рурк Крис Руни |
| Картер (Жидлицки, Бернье) 42:59 | 0:1 1:1 1:2  | 07:49 Даути 73:42 Картер (Пеннер, Мартинес) |               | Судьи: Дэн О'Рурк Крис Руни |
|                                 |              |                                             |               | Судьи: Дэн О'Рурк Крис Руни |
|                                 |              |                                             |               | Судьи: Дэн О'Рурк Крис Руни |
|                                 |              |                                             |               | Судьи: Дэн О'Рурк Крис Руни |
| 4 мин                           | Штраф        | 8 мин                                       |               | Судьи: Дэн О'Рурк Крис Руни |
|                                 |              |                                             |               |                             |
|                                 | 33           | Броски                                      | 32            |                             |

Второй матч прошёл по схожему с первым сценарию. Счёт открыл защитник «Королей» Дрю Даути, который после сольного прохода со своей половины площадки вогнал шайбу в ворота Бродёра. «Девилз» смогли отыграться в начале третьего периода после броска Жидлицки: Райан Картер подправил шайбу в ворота Куика. Основное время игры закончилось со счетом 1:1, и судьба матча снова решалась в овертайме. В дополнительное время гол забил Джефф Картер, таким образом принеся десятую подряд гостевую победу в нынешнем плей-офф и увеличив отрыв в серии.
Счет в серии: 2:0 в пользу «Лос-Анджелеса».

### Игра № 3
| 4 июня 2012 20:00 | Лос-Анджелес Кингз | 4:0 (0:0, 2:0, 2:0) | Нью-Джерси Девилз | Стэйплс-центр, Лос-Анджелес Зрителей: 18 118 |

| Отчёт | Отчёт           | Отчёт   | Отчёт        | Отчёт                             |
| --- | --------------- | ------- | ------------ | --------------------------------- |
| |                 |         |              |                                   |
| | Джонатан Куик   | Вратари | Мартин Бродо | Судьи: Дэн О'Хэллоран Брэд Уотсон |
| | Голы:           |         |              | Судьи: Дэн О'Хэллоран Брэд Уотсон |
| Мартинес (Кинг, Льюис) 25:40 Копитар (Браун, Уильямс) 35:07 Картер (Ричардс, Митчелл) (бол) 44:15 Уильямс (Даути, Копитар) (бол) 46:47 | 1:0 2:0 3:0 4:0 |         |              | Судьи: Дэн О'Хэллоран Брэд Уотсон |
| |                 |         |              | Судьи: Дэн О'Хэллоран Брэд Уотсон |
| |                 |         |              | Судьи: Дэн О'Хэллоран Брэд Уотсон |
| |                 |         |              | Судьи: Дэн О'Хэллоран Брэд Уотсон |
| 12 мин | Штраф           | 6 мин   |              | Судьи: Дэн О'Хэллоран Брэд Уотсон |
| |                 |         |              |                                   |
| | 21              | Броски  | 22           |                                   |

Перед началом матча символическое вбрасывание произвёл Уэйн Гретцки, отыгравший за «Королей» восемь сезонов. Первый период голов не принес, а во втором игроки «Кингз» дважды поразили ворота «Девилз». Сначала Алек Мартинес удачно сыграл на добивании, а через десять минут Копитар в контратаке удвоил счёт. В заключительном периоде «Лос-Анджелес» забил ещё дважды и победил со счётом 4:0. Надежная игра в обороне не позволила «Девилз» даже забить гол престижа. Интересно, что при худшем показателе реализации большинства в плей-офф, «Кингз» последние два гола забили, находясь в численном преимуществе.
Счет в серии: 3:0 в пользу «Лос-Анджелеса».

### Игра № 4
| 6 июня 2012 20:00 | Лос-Анджелес Кингз | 1:3 (0:0, 0:0, 1:3) | Нью-Джерси Девилз | Стэйплс-центр, Лос-Анджелес Зрителей: 18 867 |

| Отчёт                                | Отчёт           | Отчёт | Отчёт        | Отчёт                       |
| ------------------------------------ | --------------- | --- | ------------ | --------------------------- |
|                                      |                 | |              |                             |
|                                      | Джонатан Куик   | Вратари | Мартин Бродо | Судьи: Дэн О'Рурк Крис Руни |
|                                      | Голы:           | |              | Судьи: Дэн О'Рурк Крис Руни |
| Даути (Ричардс, Копитар) (бол) 48:56 | 0:1 1:1 1:2 1:3 | 47:56 Элиаш (Сальвадор, Зубрус) 55:29 Хенрик (Кларксон, Поникаровский) 59:40 Ковальчук (Грин, Сальвадор) (п.в.) |              | Судьи: Дэн О'Рурк Крис Руни |
|                                      |                 | |              | Судьи: Дэн О'Рурк Крис Руни |
|                                      |                 | |              | Судьи: Дэн О'Рурк Крис Руни |
|                                      |                 | |              | Судьи: Дэн О'Рурк Крис Руни |
| 6 мин                                | Штраф           | 8 мин |              | Судьи: Дэн О'Рурк Крис Руни |
|                                      |                 | |              |                             |
|                                      | 22              | Броски | 24           |                             |

Четвёртый матч финала принес первую победу «Дьяволам». Все голы были забиты в третьем периоде. Счёт в матче открыл Патрик Элиаш, а через минуту удаление Кларксона реализовал Дрю Даути — 1:1. Гол Адама Хенрика вновь вывел вперёд «Нью-Джерси». Илья Ковальчук, забив гол в пустые ворота, установил окончательный счёт 1:3.
Счёт в серии: 3:1 в пользу «Лос-Анджелеса».

### Игра № 5
| 9 июня 2012 20:00 | Нью-Джерси Девилз | 2:1 (1:0, 1:1, 0:0) | Лос-Анджелес Кингз | Пруденшал-центр, Ньюарк Зрителей: 17 625 |

| Отчёт                                                       | Отчёт        | Отчёт                | Отчёт         | Отчёт                             |
| ----------------------------------------------------------- | ------------ | -------------------- | ------------- | --------------------------------- |
|                                                             |              |                      |               |                                   |
|                                                             | Мартин Бродо | Вратари              | Джонатан Куик | Судьи: Дэн О'Хэллоран Брэд Уотсон |
|                                                             | Голы:        |                      |               | Судьи: Дэн О'Хэллоран Брэд Уотсон |
| Паризе (бол) 12:45 Сальводор (Поникаровский, Зэйджак) 29:05 | 1:0 1:1 2:1  | 23:26 Уильямс (Грин) |               | Судьи: Дэн О'Хэллоран Брэд Уотсон |
|                                                             |              |                      |               | Судьи: Дэн О'Хэллоран Брэд Уотсон |
|                                                             |              |                      |               | Судьи: Дэн О'Хэллоран Брэд Уотсон |
|                                                             |              |                      |               | Судьи: Дэн О'Хэллоран Брэд Уотсон |
| 6 мин                                                       | Штраф        | 6 мин                |               | Судьи: Дэн О'Хэллоран Брэд Уотсон |
|                                                             |              |                      |               |                                   |
|                                                             | 19           | Броски               | 26            |                                   |

В середине первого периода после грубой ошибки голкипера «Королей» Джонатана Куика Зак Паризе открыл счёт в матче. Этот гол стал первым в серии для «Девилз» в большинстве. Сравнять счёт «Кингз» удалось в начале второй двадцатиминутки. Кистевым броском Уильямс поразил ворота Бродёра. Через шесть минут шайба, пущенная Сальвадором от синей линии, попав в Войнова, залетает в сетку ворот — 2:1. Больше забитых шайб в данной встрече не было. «Девилз» одержали вторую победу подряд, нанеся первое гостевое поражение «Королям» в этом плей-офф.
Счет в серии: 3:2 в пользу «Лос-Анджелеса».

### Игра № 6
| 11 июня 2012 20:00 | Лос-Анджелес Кингз | 6:1 (3:0, 1:1, 2:0) | Нью-Джерси Девилз | Стэйплс-центр, Лос-Анджелес Зрителей: 18 858 |

| Отчёт | Отчёт                       | Отчёт                 | Отчёт        | Отчёт                       |
| --- | --------------------------- | --------------------- | ------------ | --------------------------- |
| |                             |                       |              |                             |
| | Джонатан Куик               | Вратари               | Мартин Бродо | Судьи: Дэн О'Рурк Крис Руни |
| | Голы:                       |                       |              | Судьи: Дэн О'Рурк Крис Руни |
| Браун (Даути, Ричардс) (бол) 11:03 Картер (Браун, Ричардс) (бол) 12:45 Льюис (Кинг, Даути) (бол) 15:01 Картер (Браун, Копитар) 21:30 Льюис (Кинг, Столл) (п.в.) 56:15 Грин 56:30 | 1:0 2:0 3:0 4:0 4:1 5:1 6:1 | 38:45 Хенрик (Сикора) |              | Судьи: Дэн О'Рурк Крис Руни |
| |                             |                       |              | Судьи: Дэн О'Рурк Крис Руни |
| |                             |                       |              | Судьи: Дэн О'Рурк Крис Руни |
| |                             |                       |              | Судьи: Дэн О'Рурк Крис Руни |
| 6 мин | Штраф                       | 47 мин                |              | Судьи: Дэн О'Рурк Крис Руни |
| |                             |                       |              |                             |
| | 25                          | Броски                | 18           |                             |

В шестом матче финальной серии «Лос-Анджелес Кингз» разгромили «Нью-Джерси Девилз» со счётом 6:1 и выиграл серию 4–2. По две шайбы забросили Джефф Картер и Тревор Льюис, по одной Дастин Браун и Мэтт Грин; у «Нью-Джерси» отличился Хенрик. Клуб из Лос-Анджелеса впервые в истории стал обладателем Кубка Стэнли. Также «Лос-Анджелес Кингз» стали первой в истории НХЛ командой, которая вышла в плей-офф с восьмого места в своей конференции и смогла впоследствии стать чемпионом.
На 11-й минуте матча Стив Бернье (нападающий «Нью-Джерси Девилз») толкнул на борт Роба Скудери и получил 5-минутный штраф и до конца игры. Удаление игрока «Нью-Джерси» в середине первого периода стало ключевым моментом встречи: в ходе пятиминутной игры в большинстве «Лос-Анджелес Кингз» забросили три шайбы (Браун, Картер и Льюис). Капитан «Лос-Анджелеса» Дастин Браун был признан первой звездой матча, набрав 3 (1+2) очка, второй звездой был назван Джефф Картер (на его счету две шайбы, включая победную), а третьим лучшим игроком стал защитник Дрю Даути, отметившийся двумя результативными передачами.
По итогам Кубка Стэнли вратарь «Лос-Анджелес Кингз» – Джонатан Куик – был признан самым ценным игроком плей-офф и получил «Конн Смайт Трофи»: 26-летний голкипер пропустил в 20 играх 29 шайб (в среднем 1,41 шайбы за встречу), при этом процент отраженных бросков составил 94,6%.
Итог серии: победа «Лос-Анджелеса» 4:2.
| Обладатель Кубка Стэнли 2012    |
| ------------------------------- |
| Лос-Анджелес Кингз первый титул |

## Достижения
- Впервые с 2006 года команда, попавшая в плей-офф с восьмого места (Лос-Анджелес Кингз), пробилась в финал[6], причем «Кингз» последовательно выбили из плей-офф первую, вторую и третью команду Западной конференции;
- «Лос-Анджелес Кингз» стали самым «низкосеяным» обладателем Кубка Стэнли, ни одна команда не выигрывала финал попав в плей-офф с восьмого места;
- Впервые в финале встречались команды, капитаны которых американцы; единственный раз американский капитан поднимал над головой Кубок Стэнли в 1999 году (Дериан Хэтчер из команды «Даллас Старз»)[6];
- «Лос-Анджелес Кингз» дошли до финала не проиграв ни одного гостевого матча;
- Четвёртый год подряд, команда, начавшая сезон в Европе, выигрывает Кубок Стэнли;
- Вячеслав Войнов и Андрей Локтионов стали первыми российскими игроками с 2009 года обладателями Кубка Стэнли;
- Впервые с финала 1951 года первые два матча закончились в овертайме[7];
- Во всех шести матчах серии команда, забивавшая первой, выигрывала игру;
- Второй год подряд самым ценным игроком плей-офф назван американский вратарь;
- После пятилетнего перерыва команда выигрывает Кубок Стэнли на своей площадке;
- Анже Копитар стал первым словенским обладателем Кубка Стэнли.